# ديفيد برونستاين
ديفيد إينوفيتش برونستاين (بالروسية Дави́д Ио́нович Бронште́йн، ولد 19 فيفري 1924 - توفي 5 ديسمبر 2006) كان أستاذا كبيرا سوفيتيا وكاتبا ونظريا في الشطرنج، حصل على لقب الأستاذ الكبير سنة 1950 بعمر 26 سنة ما جعله أصغر أستاذ كبير في العالم آنذاك ويعتبر من أقوى اللاعبين خلال 1940-1970 وكاد أن يصبح بطل العالم سنة 1951 بعد أن تعادل مع ميخائيل بوتفنيك ليكتفي بالوصافة، فاز ببطولة الاتحاد السوفيتي للشطرنج عامي 1948 و 1949 ووصفه منافسوه بأنه عبقري مبدع وسيد التكتيكات.
كما أنه كاتب مجدد في الشطرنج ويعتبر الكثيرون أن كتابه: بطولة زوريخ الدولية 1953 أحد أعظم كتب الشطرنج التي تمت كتابتها.

## روابط خارجية
- ديفيد برونستاين على موقع مونزينجر (الألمانية)
- ديفيد برونستاين على موقع مباريات الشطرنج (الإنجليزية)
- ديفيد برونستاين على موقع 365Chess.com (الإنجليزية)
- ديفيد برونستاين على موقع Chesstempo.com (الإنجليزية)
- ديفيد برونستاين سجل أولمبياد الشطرنج على موقع OlimpBase.org (الإنجليزية)
- ديفيد برونستاين في موقع ألعاب الشطرنج